# Charles E. Rushmore
Charles E. Rushmore  (2 décembre 1857 – 31 octobre 1931) est un homme d’affaires et un juriste américain. Il est principalement connu pour avoir laissé son nom au mont Rushmore.

## Biographie
En 1883, une mine d’étain fut ouverte dans l’ouest américain, ce qui intéressa fortement les investisseurs de l’est des États-Unis. Rushmore se déplaça donc dans la région des Black Hills, dans l'ouest du Dakota du Sud, pour vérifier la validité de titres de propriété de plusieurs mines possédées par une compagnie de la côte Est, propriété d'un dénommé James Wilson. 
Rushmore se fit rapidement des amis parmi les mineurs. Un jour, alors qu’il retournait au siège de la compagnie minière Harney Peak Consolidated Tin Co. Ltd., il demanda à ses accompagnateurs David Challis et David Swanzey (le beau-frere de Laura Ingalls, auteure de la petit maison dans la prairie !) le nom d’une montagne qu’il avait remarquée. Challis lui aurait répondu qu’il n’en avait pas jusqu’à ce jour et qu’on l’appellerait donc Rushmore. Il retournera par la suite régulièrement chasser dans la région.
Le Bureau des États-Unis pour le nommage géographique reconnu le nom de mont Rushmore le 30 juin 1930, soit 40 ans plus tard. Ce mont deviendra par la suite un monument national aux États-Unis, grâce à ses sculptures gigantesques représentant le visage de quatre présidents américains réalisées sur l'un de ses flancs entre 1927 et 1941. Charles E. Rushmore légua par ailleurs 5 000 $ US au sculpteur Gutzon Borglum pour aider à la réalisation du célèbre monument historique américain.